# Eriocaulon heterolepis
Eriocaulon heterolepis är en gräsväxtart som beskrevs av Ernst Gottlieb von Steudel. Eriocaulon heterolepis ingår i släktet Eriocaulon och familjen Eriocaulaceae. IUCN kategoriserar arten globalt som livskraftig. Inga underarter finns listade i Catalogue of Life.

## Bildgalleri

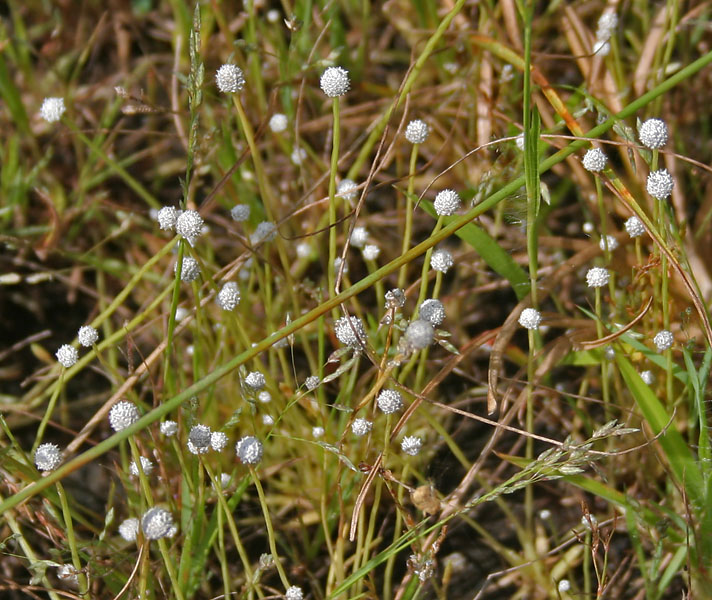